# Ottoline Morrell
Lady Ottoline Violet Anne Morrell, född 16 juni 1873 i Royal Tunbridge Wells, död 21 april 1938 i London, var en brittisk aristokrat och mecenat. Hennes stöd och nätverk var viktiga för intellektuella och konstnärer under tidigt 1900-tal, bland andra i kretsen kring Bloomsburygruppen, till exempel Virginia Woolf, Duncan Grant och Clive Bell.
Andra kända medlemmar av hennes bekantskapskrets var Siegfried Sassoon, T. S. Eliot, W. B. Yeats, Mark Gertler och Vaslav Nijinsky.

## Biografi
Lady Ottoline Morrell var dotter till generallöjtnant Arthur Cavendish-Bentinck och friherrinnan Augusta Browne. Hon titulerades Lady efter sin halvbror Henrys arv av Hertigdömet Portland 1879. 1889 påbörjade hon studier i politisk ekonomi och romersk historia vid Somerville College i Oxford.
Efter en kort kärleksaffär med den svenska läkaren och författaren Axel Munthe gifte sig Ottoline Morrell med den liberale parlamentsledamoten Philip Morrell med vilken hon hade två egna barn, utöver dennes utomäktenskapliga. Paret levde i ett öppet förhållande, och Ottoline Morrell hade flera utomäktenskapliga förhållanden med personer av båda könen, bland andra filosofen Bertrand Russell, konstnärer Dora Carrington och konstkritikern Roger Fry.
Mot slutet av sitt 1930-talet plågades Morrell av sjukdom och ett flertal experimentella medicinska behandlingar tog, trots förmodat motsatt effekt, hennes liv.

## Eftermäle
Ottoline Morrell stod som förlaga för ett antal hel- och halvfiktiva romankaraktärer. Enligt konstvetaren och journalisten Ingela Lind är en möjlig sådan Lady Chatterley i D. H. Lawrences eponyma roman. Mer säkert är att hon stått modell för Lady Hermione Roddice i Lawrences Kvinnor som älska (1920), Lady Caroline Bury i Graham Greenes Ett slagfält (1979) och Mrs. Bidlake i Aldous Huxleys Kromgult (1921).